# Chevalier romain
Pour les articles homonymes, voir Chevalier.
Les chevaliers romains (en latin : equites romani) sont une classe de citoyens de la Rome antique organisés en « ordre équestre » (ordo equester ou ordo equitum), venant dans la hiérarchie sociale immédiatement après l'ordre sénatorial.
Choisis par les censeurs, les chevaliers sont les plus fortunés (possession d'au moins 400 000 sesterces, du IIe siècle av. J.-C. jusqu'au début de l'Empire) et les plus honorables des citoyens (en dehors des sénateurs). Bien que cette appartenance puisse théoriquement être remise en cause à chaque censure, elle est héréditaire en pratique. Le chevalier se reconnaît par ses ornamenta, dont la bande de pourpre étroite cousue sur sa tunique (tunique dite angusticlave), et le port de l'anneau d'or.
Sous la République, les chevaliers se voient attribuer un poids électoral privilégié et un rôle militaire, mais restent en dehors de la carrière des honneurs (cursus honorum). Sous l'Empire, les empereurs leur accordent une place croissante dans l'administration impériale, qui culmine dans la seconde moitié du IIIe siècle apr. J.-C., entre les règnes de Gallien et Dioclétien. Au début du IVe siècle, l’empereur Constantin inverse cette tendance en intégrant les chevaliers de rang élevé dans l'ancien Sénat, tandis que le nombre de chevaliers de rang inférieur augmente et dévalue le prestige du titre, jusqu'à sa disparition au Ve siècle.

## Origine
Selon la tradition romaine, l'ordre équestre aurait été créé par Servius Tullius au VIe siècle av. J.-C. lorsqu'il hiérarchisa la population libre romaine selon le niveau de richesse et institua les comices centuriates. La première classe, regroupant les possesseurs d'au moins 100 000 as, devait fournir 18 centuries de cavaliers et 80 centuries de fantassins, armés à leur frais. Bien sûr, ce montant en as ne correspond pas à la situation prémonétaire de l'époque, où la richesse s'évalue en surface agricole et têtes de bétail. Ces centuries sont les premières unités de vote dans les comices centuriates.
La liste des membres des centuries équestres constituent ainsi un ordre (ordo), c'est-à-dire un corps constitué, contrôlé par l'État, répondant à des critères précis et apte à remplir (ou ayant rempli) certaines fonctions militaires et civiles.

## Chevalier sous la République romaine

### Accès au rang de chevalier
Devenir chevalier dépend de trois prérequis :
- la possession d'une fortune foncière originelle, fixée vers 175 - 150 av. J.-C. à 400 000 sesterces (ce qui représentait un cens supérieur au minimum requis pour la première classe censitaire, mais dont la valeur réelle diminua au fil du temps)[4],
- une réputation d'honorabilité (exclusion des affranchis, même riches, des citoyens exerçant un métier infamant…)[5] — réputation acquise par naissance pour les jeunes fils de sénateurs[6] —,
- ne pas avoir été élu à une magistrature du cursus honorum, ce qui relèverait de l'ordre sénatorial.

Ces trois conditions remplies, le censeur inscrit dans un registre le nouveau chevalier, qui reçoit ses attributs vestimentaires (l'anneau et la tunique) ainsi que le « cheval public » (lat. equus publicus), somme allouée par l'État pour l'acquisition et l'entretien de son cheval : il devient un eques equo publico,.
Le rang de chevalier est conservé à l'issue de la période militaire règlementaire d'une durée de dix années ou de dix campagnes militaires, avec dans certains cas, la conservation à l'issue de ce délai de l'avantage financier du « cheval public ». Le rang équestre ainsi acquis permet l'accès aux magistratures majeures du cursus honorum, auquel cas le candidat rend le « cheval public » et abandonne le statut de chevalier (une des conditions n'étant en effet plus remplie).

### Prérogatives

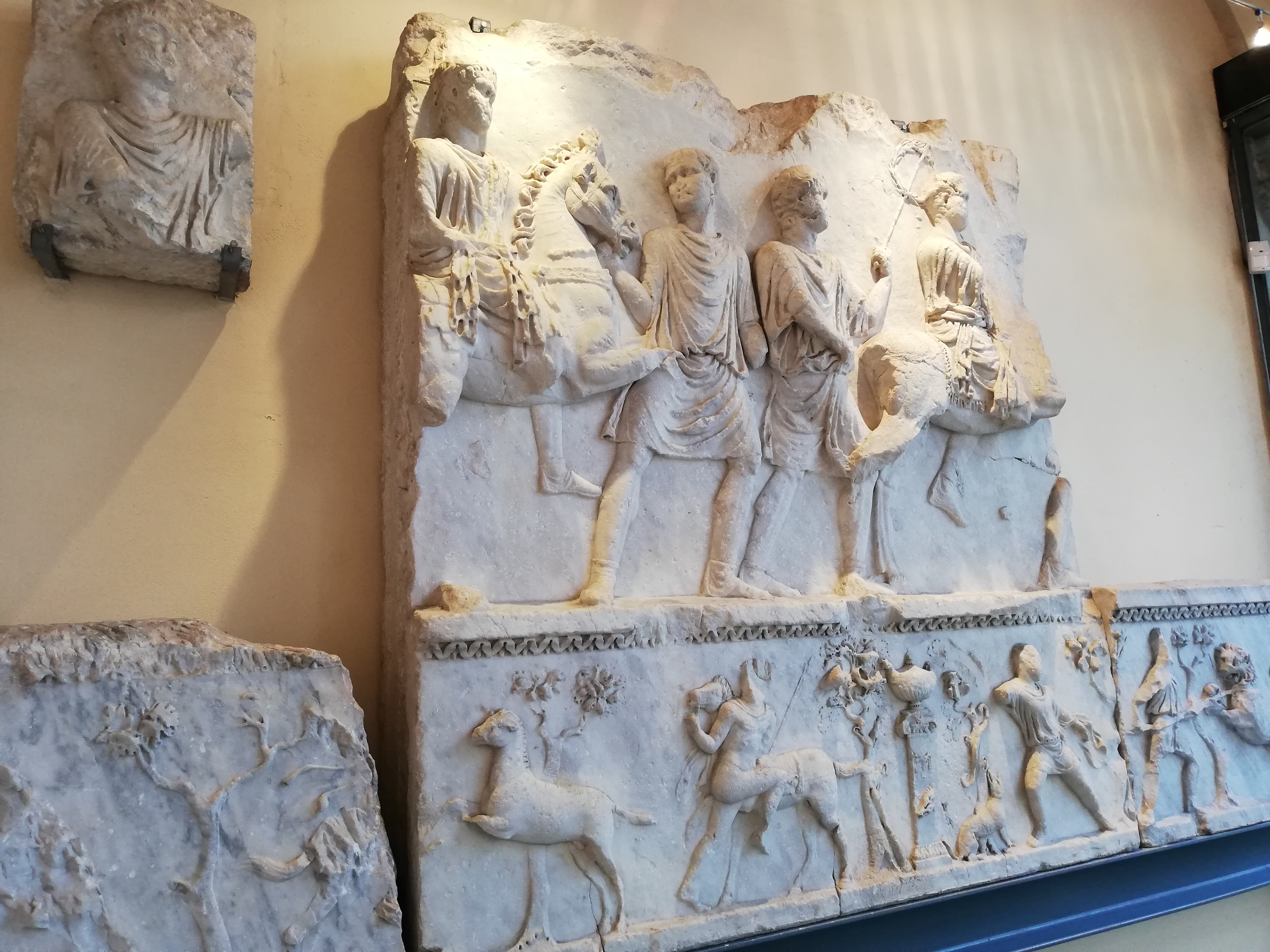
Parade de la transvectio equitum, Musée archéologique Giovo, Côme.

Lors des scrutins des comices centuriates, les 18 centuries équestre votent après les 70 centuries qui composent la première classe. Ce qui peut être décisif par l'effet d'entrainement, car le dépouillement se fait au fur et à mesure du scrutin. Leurs votes, ajoutés à ceux des centuries de première classe donnent la majorité absolue aux plus riches des citoyens.
Pour être éligible à une magistrature, il fallait être membre de l’ordre équestre, c’est-à-dire être inscrit au cens équestre.
À partir de la fin du IVe siècle av. J.-C., une parade annuelle (la transvectio equitum) se déroule au 15 juillet, qui mène les cavaliers nouvellement incorporés comme equites romani jusqu'au Capitole, avec une halte pour offrir un sacrifice au temple des Dioscures. La pratique de cette parade s'interrompt au cours du Ier siècle av. J.-C..
Le rôle des chevaliers s'accroît en 123 av. J.-C. quand Caius Gracchus impose la présence d'une moitié de chevaliers parmi les jurés dans les affaires criminelles, fonction réservée jusque là aux sénateurs. Sylla les prive de ce privilège en 80 av. J.-C., qui leur est restitué en 70 av. J.-C. en leur accordant une majorité des deux-tiers Caius Gracchus favorise encore les chevaliers, en leur réservant des places réservées dans les édifices de théâtre.
À Rome, l'appartenance à un ordre se manifeste par des signes extérieurs qui distinguent de l'individu ordinaire, les ornementa. Pour les chevaliers romains, ce sont le port de l'angusticlave, étroite bande pourpre sur la tunique, l'anneau d'or porté au doigt (anuli aurei), la trabea, portée lors des cérémonies officielles, la proédrie, places réservées dans les bâtiments publics et particulièrement dans les lieux de spectacles, la possession, en cours ou passée, de l'equus publicus (cheval public) .

### Évolution
Au Ier siècle av. J.-C., à la fin de la République, le rang équestre tend à devenir héréditaire : ceux dont le père ou le grand-père a bénéficié du « cheval public » sont aussi considérés comme chevaliers, même s'ils n'ont pas rempli les dix années de service, et grâce à l'espacement des censures qui ne permettent plus la tenue à jour régulière des listes de chevaliers. Toutefois, l'hérédité n'est pas la seule voie d'accès à la qualité équestre, les promotions individuelles sont possibles. Des généraux ou des gouverneurs de province accordent l'accès à ce rang à ceux qu'ils ont promu au grade de tribun militaire ou de préfet dans une légion, et parfois à un centurion, en les dotant de la fortune nécessaire et en leur accordant le port emblématique de l'anneau d'or. Certaines fonctions civiles au service des magistrats romains (scribes, héraults, appariteurs) rendent aussi possible la promotion au rang de chevalier, sous le contrôle théorique du censeur.
Durant les quelques années du second triumvirat entre 43 av. J.-C. et 30 av. J.-C., les triumvirs usent largement de leur prérogative militaire pour renouveler les effectifs d'encadrement, par la promotion d'officiers subalternes comme tribuns militaires qui prennent le rang de chevaliers et arborent l'anneau d'or sans passer par l'étape de la revue censoriale. La censure étant tombée en déshérence, les règles d'admission ne sont plus observées et la seule condition d'accès au rang équestre est la fortune, bien ou mal acquise, au détriment de la dignité personnelle et familiale. Les besoins financiers considérables des triumvirs pour financer leurs légions provoquent une taxation de tous les patrimoines atteignant le cens équestre, qu'ils appartiennent à la nobilitas, à des soldats de rang subalterne, à des affranchis ou à des non-citoyens. Certains imposés en profitent pour revendiquer et afficher une condition équestre uniquement basée sur le critère de fortune, indépendamment de l'honorabilité.

## Chevalier sous l'Empire romain

### Sous Auguste
Le cens de 400 000 sesterces, minimum nécessaire pour être chevalier ou sénateur, ne représente au début de l'Empire plus qu'une fortune médiocre, Auguste le revalorise donc en 18 av. J.-C. à un million de sesterces pour les sénateurs,, tandis que le cens équestre reste immuable durant les deux premiers siècles de l'Empire, sans tenir compte de la dérive progressive de la monnaie. Les sénateurs touchés par la baisse de leur fortune sont déclassés, malgré l'aide financière apportée par Auguste dans un certain nombre de cas. Le niveau de fortune reste un critère nécessaire, mais non suffisant : un discours de Mécène rappelle les critères obligés de dignitas, la naissance et l'éducation. Ensuite, Auguste procède avec l'aide d'une commission de sénateurs à une révision de l'ordre équestre, avec si nécessaire des sanctions ou des exclusions.
L'élection des tribuns militaires des quatre premières légions disparaît au début du règne d'Auguste, toutes les désignations comme tribun de légion ou préfet d'aile de cavalerie, obligatoires pour la promotion équestre, passent désormais par l'empereur.
Auguste rétablit la parade annuelle (la transvectio equitum) du 15 juillet, qui était tombée en désuétude. Participent au défilé seulement les jeunes chevaliers (equites juniores) présents à Rome à ce moment. Cette parade officielle semble avoir valeur d'inspection et de validation du rang équestre à une époque où toute forme de censure a disparu. Denys d'Halicarnasse, spectateur du défilé de 6 av. J.-C., en a donné une description, permettant d'évaluer le nombre de chevaliers ayant défilé à environ 5 000.
Auguste délègue une partie de ses compétences à des préfets. La garnison de la capitale est composée des cohortes prétoriennes en 2 av. J.-C., des cohortes urbaines et des cohortes de vigiles, créées en 6 ap. J.-C., qui sont confiées à des chevaliers qui prennent le titre de préfet du prétoire et préfet des vigiles. L'annone, mission d'assurer l'approvisionnement en grains de Rome, est confiée entre 8 et 14 au préfet de l'annone. Avec la préfecture d'Égypte, ces postes constituent le sommet de la carrière équestre. Les services administratifs proches d'Auguste sont embryonnaires, et leurs sécrétariats sont confiés à des affranchis ou parfois à des chevaliers.

### Les Julio-Claudiens
En 23 ap. J.-C., Tibère règlemente le port de l'anneau d'or, qui avait donné lieu à de nombreux abus, dont ceux d'affranchis suffisamment riches pour se faire passer pour des chevaliers. Les conditions imposées sont le cens minimum de 400 000 sesterces, qui doit non seulement être possédé par le titulaire, mais aussi avoir été détenu par son père et son grand-père, tous de condition libre, ainsi que disposer de places réservées dans les édifices de spectacle.
Claude reprend en 47-48 la fonction de censeur, tombée en désuétude : il procède à l'examen individuel des chevaliers selon les critères traditionnels, incite aux démissions pour fortune insuffisante et prononce des exclusions pour conduite débauchée ou usurpation de l'anneau d'or par de riches affranchis. Mais ni Claude ni Néron ne réitèrent ce retour à la procédure traditionnelle quinquennale. Claude organise la carrière militaire imposée aux chevaliers, les militia équestris, en ajoutant la préfecture de cohorte (praefectura cohortis) aux traditionnels tribunat et préfecture d'aile de cavalerie (praefectura alae). En revanche, la direction des bureaux palatins demeure confiée à des affranchis, à l'exception du service de correspondance grecque (responsa graeca) que Claude crée pour des chevaliers d'origine grecque.
Sous les Julio-Claudiens, les empereurs poursuivent le programme d'Auguste, sans véritable conquête territoriale. Ils annexent des royaumes alliés ou clients : la Commagène, la Maurétanie, le Bassin de Londres, la Thrace et la Judée. De nouvelles provinces apparaissent, notamment dans le massif alpin et en Maurétanie, et les pouvoirs nécessaires pour y rendre la justice sont confiés aux chevaliers. Sous le règne de Caligula, on compte environ 20 000 chevaliers, dont 5 000 résident dans la région de Rome.
C'est pendant le règne de Claude (41-54) que de nouvelles carrières s'ouvrent aux chevaliers. Il leur confie des provinces, tandis que, par ailleurs, il réprime durement les complots de l'aristocratie sénatoriale.

### Les Flaviens
La répression de la conjuration de Pison sous Néron et les désordres des guerres civiles de 68-69 imposent de procéder à un renouvellement des membres de l'ordre équestre et à son épuration. En 73-74, Vespasien et Titus exercent donc la censure vingt-cinq ans après Claude, pour éliminer de l'ordre ceux qui en sont indignes et incorporer les élites provinciales.
Cette lourde procédure censoriale n'est plus répétée et Domitien la supprime en se déclarant censeur perpétuel. Dès lors, la revue quinquennale de l'ordre équestre est remplacée par une simple inspection des jeunes chevaliers, préalable à leur défilé annuel, tandis que le recrutement de nouveaux chevaliers relève de l'empereur, sans contrainte périodique.
Les auteurs de l'époque Martial et Juvénal s'indignent des prétendus chevaliers qui viennent occuper dans les spectacles les places réservées l'ordre équestre, usurpant ainsi le privilège de la proédrie. Selon Martial, il fallut recourir à des physionomistes connaissant les chevaliers présents à Rome pour expulser les fraudeurs.

### Les Antonins
Sous le règne d'Hadrien (117-138) les chevaliers prennent la place des affranchis lors de la réforme de la Chancellerie. Les chevaliers sont considérés comme des nobles dont la richesse s'enracine précisément dans les provinces.
Au cours du IIe siècle, sous Commode (180-192) ou peut-être plus tôt, le port de l'anneau d'or cesse de marquer la promotion équestre et d'être pour certains le moyen d'afficher une condition usurpée. Ce n'est plus qu'un ornement qui peut être offert à d'anciens esclaves.
Pendant le règne de Commode, les chevaliers donnent leur appui politique à l'empereur détesté par le sénat — l'ordre équestre est alors de plus en plus prépondérant et c’est en son sein que sont recrutés les chefs militaires et les hauts fonctionnaires. Le chevalier Tigidius Perennis gouverne au nom de l'empereur de 182 à 185 et fait de la préfecture du prétoire le poste le plus élevé du gouvernement. Il est éliminé en 185 par le chambellan Marcus Aurelius Cléandre, qui se fait nommer à son tour préfet du prétoire en 189 et qui est victime d'une conspiration en 190.

### Carrière sous le Haut-Empire
Ce qui définit le plus sûrement cette couche sociale, c’est une carrière spécifique, comprenant trois types de charges : les milices équestres, les procuratèles, les grandes préfectures.
Les trois milices équestres (3 fois 3 ans) : préfet de cohorte auxiliaire ; préfet d’aile; tribun de légion. Cet ordre n’est devenu strict qu’à partir de l’époque flavienne.
Les procuratèles : les procurateurs remplissaient les fonctions de chefs de services administratifs à Rome, au palais impérial (procuratèles palatines). Hors de la Ville ils gouvernaient les provinces impériales procuratoriennes (petites provinces peu romanisées où ne stationnaient que des troupes auxiliaires), ou bien ils géraient les finances impériales.
Ils étaient répartis selon une hiérarchie stricte. On distingue les fonctions sexagénaires (payées 60 000 sesterces/an), centenaires (100 000 sesterces/an), ducénaires (200 000 sesterces/an) et tricénaires (300 000 sesterces/an) à partir de Marc Aurèle; à cette hiérarchie sont associés les titres de dignité : vir egregius (« homme remarquable »), puis vir perfectissimus (« homme très parfait »), enfin vir eminentissimus (« homme très éminent »).
Les grandes préfectures : elles sont, dans l’ordre hiérarchique croissant fixé sous les Flaviens :
- les préfectures des flottes italiennes de Ravenne (mer Adriatique) et de Misène (mer Tyrrhénienne). Leur importance est mineure car les attaques se font sur terre ; le rôle des préfets est donc de surveiller les côtes italiennes (contre les pirates) et de protéger les convois de l'annone.
- la préfecture des vigiles, qui est à la tête des 7 cohortes de vigiles (sapeurs pompiers de Rome).
- la préfecture de l'annone, qui est responsable du ravitaillement de Rome en huile (en provenance de Bétique notamment) et en blé (venant principalement d'Égypte)
- la préfecture d’Égypte, qui gouverne cette région qui n'est pas une province mais propriété personnelle de l'empereur
- la préfecture du prétoire, qui est à la tête des 9 ou 10 cohortes prétoriennes assurant la protection rapprochée de l'empereur à l'intérieur et en dehors de Rome.

En récompense de leur fidélité et de leur compétence, les chevaliers peuvent obtenir l'admission au Sénat, début d'ascension pour les plus jeunes ou couronnement de carrière pour les plus âgés. Ces promotions assurent le renouvellement du Sénat à partir des élites municipales ou des cadres militaires.

### La crise duIIIesiècle
Au milieu du IIIe siècle, l'empereur Gallien (260-268) nomme des chevaliers à toutes les plus hautes fonctions de l'Empire et en restreint l'accès des sénateurs. En 1915, l'historien Clinton Walker Keyes qualifie la période « d'apogée de l'ordre équestre », qui fournit l'ensemble du groupe dirigeant : les empereurs à partir de Claude le Gothique, leur état-major et leurs conseillers, les commandants militaires et la plupart des gouverneurs de provinces. Sous Dioclétien, seuls restent aux sénateurs les vieilles magistratures et les sacerdoces, la préfecture de Rome et les grands proconsulats d'Afrique et d'Asie. L'élargissement du recrutement équestre se fait chez les militaires, véritables détenteurs du pouvoir, et les fonctionnaires civils de naissance libre qui remplacent les affranchis dans une bureaucratie en pleine croissance.

### Constantin et le déclin de l’ordre équestre
L’empereur Constantin, dans les années 320-350 renverse l'évolution politique favorisant les chevaliers. En effet, à partir de 321, il élargit les effectifs du Sénat en y intégrant les membres les plus en vue de l’ordre équestre, atteignant progressivement 2 000 membres à Rome et autant à Constantinople, nombres attestés en 357-359. Enfin, il lève les exclusions aux fonctions équestres, qui peuvent être occupées par des sénateurs d'origine clarissime. Le préfet du prétoire est un sénateur, le processus s'accélère dans les années 325-337 avec l'élargissement de la domination de Constantin sur l'Orient et à la fin de son règne, la préfecture de l'annone et la préfecture d'Égypte sont confiées à un sénateur ce qui condamne les membres de l’ordre équestre qui n'ont pas été absorbés dans le Sénat à une place subalterne dans l’organisation de l’État et dans la hiérarchie sociale. Le rang équestre de perfectissime se rencontre sur des fonctions mineures, tandis que le titre d'egregius disparait.
Néanmoins, la dignité équestre se maintient au cours du IVe siècle. En 364, Valentinien confirme que les equites romani conservent dans la ville de Rome la seconde place dans la hiérarchie et bénéficient des privilèges des honestiores en matière pénale (exemption des peines corporelles). En 380, Gratien confirme la dignité équestre pour les naviculaires de Rome, riches armateurs indispensables pour l'annone, avec la même protection pénale.
Trois générations après les réformes de Constantin, la dignité équestre disparait à la fin du IVe siècle, non par une décision impériale, mais par l'inflation administrative et une inexorable dévaluation. Le titre est accordé à des bureaucrates ou à des artisans chefs d'atelier des services impériaux. La dévaluation du titre équestre apparait dans la désaffection des élites municipales provinciales, car les décurions cessent dans la seconde moitié du IVe siècle de briguer cette dignité impériale couteuse à obtenir et qui ne leur apporte pas de privilèges supplémentaires.
La dernière attestation connue en 1999 d'un chevalier romain est celle d'un certain Amantius, magistrat municipal à Syracuse, dont le titre de vir perfectissimus, désuet et probablement hérité, apparait sur un papyrus daté de 489.